# Peterborough
För andra betydelser, se Peterborough (olika betydelser).
Peterborough är en stad  i Cambridgeshire östra England cirka 121 km norr om London. Den är huvudort i kommunen City of Peterborough. Tätorten hade 163 379 invånare 2011.
Peterborough har sedan tidig anglosaxisk tid haft  betydelse för kristen tro. Ett benediktinkloster anlades här år 655, kring vilket en by växte fram. Under 1100-talet fick byn stadsrättigheter. Klosterkyrkan uppfördes 1117—1237 och hör till Englands främsta normandiska kyrkor. Den är om- och tillbyggd flera gånger och västfasaden pryds av 30 statyer. Under klosterupplösningen upphörde klostret. Kung Henrik VIII inrättade i stället Peterborough stift år 1541, och den gamla klosterkyrkan blev domkyrka för det nya stiftet.
Peterborough blev senare en viktig järnvägsknut med järnvägsverkstäder och tegelindustri.
Staden är känd för den bronsåldersboplats som påträffades under 2000-talet, vilken räknas som en av världens bäst bevarade. Boplatsen, som troligen brunnit ner, doldes under ett fyra meter djupt gyttjelager bestående av fuktig mossjord vilket bevarat vardagsföremål och organiska ting. Man tror att staden övergetts hastigt under en brand kring år 800 f.Kr. och boplatsen låg intill den nu uttorkade floden Nene. Bland annat har man hittat kläder, fiskenät, träskedar, sex stycken kanoter tillverkade av urholkade trädstammar, färgade pärlor, träspannar, rep, handtag till vapen samt ett antal bronssvärd och spjutspetsar som troligen offrats i floden, eftersom de hittades på flodbottnen.
Staden nämndes i Domedagsboken (Domesday Book) år 1086, och kallades då Burg.